# Zoerab Zviadaoeri
Zoerab Zviadaoeri (Georgisch: ზურაბ ზვიადაური; Achmeta, 2 juli 1981) is een voormalig judoka uit Georgië, die zijn vaderland vertegenwoordigde bij de Olympische Spelen van 2004 (Athene). Daar won hij de gouden medaille in de klasse tot 90 kilogram door in de finale af te rekenen met de Japanner Hiroshi Izumi, en werd daarmee de eerste olympisch kampioen onder Georgische vlag. Hij is een neef van de tot Griek genaturaliseerde Ilias Iliadis, die werd geboren als Dzjardzji Zviadaoeri en in Athene eveneens de gouden medaille won, zij het in de klasse tot 81 kilogram.
In zijn geboorteplaats Achmeta werd een judo sporthal naar Zoerab Zviadaoeri vernoemd. Van 2012 tot 2016 was hij parlementslid voor de Georgische Droom partij. In augustus 2021 werd Zoerab Zviadaoeri gearresteerd en aangeklaagd voor moord nadat drie mensen, onder wie zijn broer Zviad, bij een schietpartij omgekomen waren.

## Erelijst

### Olympische Spelen
- – 2004 Athene, Griekenland (– 90 kg)

### Wereldkampioenschappen
- – 2001 München, Duitsland (– 90 kg)
- – 2003 Osaka, Japan (– 90 kg)

### Europese kampioenschappen
- – 2002 Maribor, Slovenië (– 90 kg)

1964: Isao Okano ·
1972: Shinobu Sekine ·
1976: Isamu Sonoda ·
1980: Jürg Röthlisberger ·
1984: Peter Seisenbacher ·
1988: Peter Seisenbacher ·
1992: Waldemar Legień ·
1996: Jeon Ki-Young ·
2000: Mark Huizinga ·
2004: Zoerab Zviadaoeri ·
2008: Irakli Tsirekidze · 
2012: Song Dae-nam · 
2016: Mashu Baker · 
2020: Lasja Bekaoeri · 
2024: Lasja Bekaoeri